# Scaris vagans
Scaris vagans är en insektsart som beskrevs av Freytag och Delong 1982. Scaris vagans ingår i släktet Scaris och familjen dvärgstritar. Inga underarter finns listade i Catalogue of Life.